# Apulum (companie)
Apulum Alba Iulia este cel mai mare producător de ceramică din România.
Capacitatea de producție a societății este de circa 8.000 de tone pe an, gama de produse cuprinzând porțelan pentru menaj și uz hotelier, dar și obiecte decorative și bibelouri.
Compania a fost înființată în 1970.
După privatizarea din 1993, acționar majoritar, cu 50,69%, devine firma românească Assalpo.
Pachetul majoritar al acțiunilor companiei (53%) a fost preluat în 2007 de către grupul italian Rody Time, prin cumpărarea de către acesta a SC Assalpo SA Alba Iulia.
Ulterior, grupul italian a ajuns, printr-o majorare de capital, la o participație de circa 60%.
Din acționariatul companiei fac parte și Banca Țiriac, SIF Banat-Crișana, SIF Oltenia, precum și alți acționari minoritari.
Fabrica companiei se întinde pe o suprafață de 22.000 de metri pătrați.
Compania este lider de piața din România, având în prezent (iunie 2009) o cotă de peste 50%, restul pieței fiind acoperită de micii producători de vitrus-ceramica de menaj și de către distribuitorii produselor de porțelan din Turcia, Polonia, dar mai ales China.

## Informații financiare[3]
| Ani  | Venituri  | Cheltuieli | Profit  | Inventar | Rezerve | Creanțe  | Datorii   | Banca și numerar | Angajați |
| ---- | --------- | ---------- | ------- | -------- | ------- | -------- | --------- | ---------------- | -------- |
| 2021 | 188445949 | 187028288  | 6729309 | 55931388 | 634323  | 30783259 | 98991788  | 543175           | 1098     |
| 2020 | 159367645 | 161505843  | 2886654 | 48283696 | 564944  | 27448643 | 95978687  | 1129518          | 1058     |
| 2019 | 178248681 | 181837960  | 1702449 | 47195307 | 678681  | 29215585 | 104141946 | 1265310          | 1316     |
| 2018 | 168531499 | 171001747  | 3335573 | 43717665 | 730360  | 26181487 | 99844879  | 579996           | 1388     |
| 2017 | 160546795 | 161990951  | 1513734 | 42608610 | 618708  | 23301657 | 95448323  | 763243           | 1492     |
| 2016 | 147688599 | 143480384  | 6990906 | 37089352 | 1370524 | 23959757 | 91401091  | 3501446          | 1377     |